# Isekai wa Smartphone to Tomo ni
Isekai wa Smartphone to Tomo ni (異世界はスマートフォンとともに lit. En otro mundo con mi Smartphone?), conocida en inglés como: In Another World with my Smartphone, es una serie de novelas ligeras japonesas escritas por Patora Fuyuhara e ilustradas por Eiji Usatsuka. J-Novel Club ha licenciado la serie para un lanzamiento en inglés, lanzando cada novela en seis partes semanales desde febrero de 2017.
Una adaptación de manga de Soto comenzó su serialización en Comp Ace de Kadokawa Shoten en noviembre de 2016. Una adaptación a serie de anime por Production Reed se emitió de julio a septiembre de 2017. Una segunda temporada del anime fue emitida en 2023. La serie ha sido licenciada para su transmisión a nivel mundial por Crunchyroll.

## Argumento
Touya Mochizuki, de 15 años, es asesinado accidentalmente por un rayo que se le escapó a Dios. Como disculpa por este error sin sentido, Dios permite a Touya que resucite, pero como no puede enviarlo de vuelta a su viejo mundo, lo reencarna en un mundo de fantasía junto con una sola petición especial. Touya utiliza su petición para traer su Smartphone (teléfono inteligente) al nuevo mundo con él y así, Dios acatando su petición modifica el teléfono para que funcione en el nuevo mundo. Dios también sorprendido por la humilde petición del joven y por lo amable que fue al no reprocharle por su error garrafal se da la atribución de amplificar las habilidades físicas, mágicas y cognitivas de Touya hasta cierto punto como una disculpa más por el inconveniente de matarlo. Aprovechando al máximo su segunda oportunidad en la vida, Touya se hace amigo de muchas personas diferentes en el nuevo mundo. Comienza a viajar de un país a otro, resolviendo disputas políticas, búsquedas menores y disfrutando indiferentemente con sus nuevos aliados gracias a los poderes casi benditos que recibió de la gracia de Dios.

## Personajes

### Ducado de Brunhild
Touya Mochizuki (望月冬夜 Mochizuki Tōya?)
Seiyū: Katsumi Fukuhara, Carlos Díaz (español latino)
Un quinceañero de la Tierra, renacido por Dios en el otro mundo como una forma de disculparse por el error de este último de matarlo. Su teléfono inteligente es la única conexión que le queda con la Tierra; aunque ya no puede puede interactuar con nadie en la Tierra a través del Internet, llamadas y mensajerías, y la batería se puede recargar con energía mágica. Dios le otorga la bendición de poder usar los 7 elementos de la magia que son calificados por magia de; Agua, Fuego, Viento, Tierra, Luz, Oscuridad y Nula (es capaz de usar todas las magias nulas). Regularmente se lo confunde con un hábitante de Eashen, porque Eashen es similar a Japón, ya que ambos países comparten el mismo sistema de nomenclatura "back-to-front". Touya comienza como un simple aventurero en el Reino de Belfast, aunque debido a sus habilidades y a su humilde naturaleza, rápidamente asciende en fama a través de actos impulsivos. Después de descubrir el primer "Jardín Aéreo" de Babilonia y tener una conversación simulada con la profesora Regina Babylon, se propone encontrar el resto de Babylons para derrotar a los Fraze. Según la visión de Babylon, Touya tendría nueve esposas en total. Gradualmente forma pactos con las cuatro Bestias Celestiales, siendo el primero y más leal Kohaku, el Monarca Blanco, el segundo donde son dos Seres en un Ente, Sango (tortuga) y Kokuyou (serpiente), el Emperador negro, el tercero es kougyoku, el Emperador de la Llama y la cuarta bestia celestial invocada es Luli, el Monarca Azul . Eventualmente resuelve los conflictos entre Belfast y Regulus, ayudando a formar la Alianza Occidental, por lo que es premiado con tierras para crear su propio reino, Brunhild. También es el primer aventurero de rango plateado en aparecer en 18 años, y más tarde, al alcanzar el rango de oro. Por sus compromisos de pareja, es aspirante al trono de la mayoría de los reinos de la Alianza siendo Belfast, Regulus, Lestia y Xenoahs.
Elze Silhoueska (エルゼ・シルエスカ?)
Seiyū: Maaya Uchida, Angélica Villa (español latino)
La hermana mayor de las mellizas Silhoueska, un par de aventureras errantes, y con su impulsividad natural como luchadora de profesión. Tiene el pelo largo y un pecho más pequeño que su hermana. Touya se encuentra con ella y Linze al principio de su viaje, rescatándolas de unos malhechores en un callejón, y a partir de entonces se inscriben como aventureros en su fiesta con el gremio local. Elze lucha con un par de guanteletes encantados y sólo puede utilizar la magia Nula [Boost], que aumenta sus habilidades físicas. Durante sus viajes, ella forma afectos por Touya, pero trata de retenerlos por el bien de su hermana, que también se enamora de él. Al final, ella y Yae luchan contra Touya en una batalla simulada y ganan, pidiendo convertirse en sus prometidas como premio. Es la tercera prometida de Touya.
Linze Silhoueska (リンゼ・シルエスカ?)
Seiyū: Yui Fukuo, Dulce Chino (español latino)
La hermana menor de las mellizas Silhoueska. Con su inteligencia y talento natural, es la especialista en magia de las dos hermanas. Tiene el pelo corto y los pechos más grandes que su hermana, y puede usar tres atributos mágicos: fuego, agua y luz, algo inusual en ese mundo. Linze es la más gentil de las mujeres del grupo, a menudo tímida y fácilmente nerviosa, aunque en las raras ocasiones en que se enoja, Touya cree que es la más atemorizante de sus compañeras. Desarrolla sentimientos por Touya, pero al principio no puede admitirlos. Más tarde, cuando Francesca registró a Touya como su nuevo maestro a través de un beso, Linze confiesa valientemente su amor y besa a Touya delante de las otras chicas. Poco después, se convierte en la segunda prometida de Touya.
Yae Kokonoe (九重八重 Kokonoe Yae?)
Seiyū: Chinatsu Akasaki, Marysol Cervantes (español latino)
Nacida en el lejano país oriental de Eashen, en el seno de una familia samurái, Yae dejó su hogar para viajar y perfeccionar sus habilidades en otros lugares. El grupo de Touya se cruza con ella durante sus viajes, ayudando a defenderse de un grupo de rufianes que la atacan. A partir de entonces, decide acompañar a Touya en sus viajes. Finalmente regresa a Eashen junto a su grupo para salvar a su padre, a su hermano y a su ciudad natal de una guerra provincial dentro del país. A lo largo de estos acontecimientos, se enamora de Touya. Al final, ella y Elze luchan contra Touya en una batalla simulada y ganan, pidiendo convertirse en sus prometidas como premio. Es la cuarta prometida de Touya.
Sushie Urnea Ortlinde (スゥシィ・エルネア・オルトリンデ?)
Seiyū: Nanami Yamashita, Melissa Gutiérrez (español latino)
Hija del Duque Alfred Ernes Ortlinde, y prima de Yumina. Sushie prefiere que sus amigos la llamen Sue (スゥ Sū). Se encuentra con el grupo de Touya al principio de la historia cuando la rescatan de un intento de secuestro, lo que la lleva a enamorarse de Touya. También presenta a Touya a su padre, hablando de cómo su madre fue maldecida por la ceguera, deseando que su abuelo, que era un usuario de la magia nula [Recovery], siguiera vivo para curarse. Por una aguda coincidencia, Touya cura la enfermedad ocular de la madre de Sue, ganándose el honor de por vida de tanto del ducado como de Belfast. Más tarde, para proteger a Sue de un compromiso político con un príncipe extranjero del Reino de Lihnea sospechoso de pedofilia, se convierte en la sexta prometida de Touya.
Yumina Urnea Belfast (ユミナ・エルネア・ベルファスト?)
Seiyū: Marika Kouno, Vanessa Olea (español latino)
Una princesa de Belfast, hija del rey Tristwin y la reina Yuel. Yumina conoció a Touya cuando curó a su padre de un intento de envenenamiento. Yumina posee la magia nula "Ojos Místicos", una habilidad que proviene de su Heterocromía ocular que le dan la habilidad de ver la verdadera naturaleza de una persona. Debido a este poder, al ver el aura desinteresada y amable que rodea a Touya después de que él salva a su padre, ella pide comprometerse con él, creyendo que nunca encontrará un candidato mejor para ser su marido. También es experta en arcos y flechas, a menudo eligiendo luchar al lado de una manada de lobos cazadores convocados con su atributo de oscuridad. Más tarde, cuando Touya se convierte en rey del Ducado de Brunhild, Yumina forma la Conferencia de Novias, un grupo formado por las prometidas de Touya que se reúnen, discuten y juzgan a las mujeres adicionales que caen para él para determinar si deben convertirse en una prometida oficial ya que la poligamia es la norma en su mundo. Es la primera prometida de Touya, y por ello, él es el teórico sucesor al trono de Belfast.
Leen (リーン?)
Seiyū: Sumire Uesaka, Annie Rojas (español latino)
Como cabeza de la Tribu de Hadas de Mismede, Leen sirve como el mago de la corte del Reino de Mismede y es capaz de usar su magia personal nula, [Program]. A lo largo de 200 años, ha utilizado [Program] para crear un osito de peluche automatizado llamado Paula que puede interactuar con los seres humanos, aunque todavía tiene que ganar la capacidad de hablar. Conoce a Touya durante un viaje diplomático desde Belfast, cuando Paula lo lleva a sus aposentos personales. Intrigada por sus habilidades, le pide que se convierta en su discípulo; cuando Touya declina, se convierte en embajadora de Mismede en Belfast como excusa para pasar más tiempo con él, para luego ser embajadora de Mismede en Brunhild. Ella es quien debe iniciar a Touya en la búsqueda de las antiguas piezas de la civilización perdida de Babylon, ya que quiere obtener conocimiento de la "Biblioteca" de Babylon. Finalmente, cuando Touya descubre la biblioteca, le pide que se case con ella. Leen se convierte en la octava prometida de Touya.
Lucia Rea Regulus (ルーシア・レア・レグルス?)
Seiyū: Miyu Takagi, Lupita Leal (español latino)
La tercera princesa del Imperio Regulus. Touya conoce a Lucía cuando salvó al imperio de ser derrocado por el ejército imperial en un golpe de Estado. Acepta casarse con ella después de que el Emperador de Regulus crea una tregua con el Rey de Belfast, luego ella se muda al Ducado de Brunhild con Touya y todos los demás. Lucía es una persona competitiva y odia perder. Su arma principal es una espada gemela. También es diligente en la cocina, y tiene una papila gustativa sensible. Lucía es la quinta prometida de Touya, y por ello, él es el teórico sucesor al trono de Regulus
Hildegarde Minas Lestia (ヒルデガルド・ミナス・レスティア?)
Seiyū: Yū Serizawa
Hildegarde es la primera princesa del Reino de los Caballeros de Lestia. Es una noble caballeresca y suele llevar una armadura mágica. Se lleva bien con Yae, ya que ambos son muy hábiles en el manejo de la espada, y se la conoce como "Caballero Princesa". Hildegarde se enamoró de Touya después de la batalla con las Fraze. Luego se traslada al Ducado de Brunhild con Touya. Es la séptima prometida de Touya, y por ello, él es el teórico sucesor al trono de Lestia
Sakura (桜 Sakura?)
Seiyū: Miyu Kubota
En realidad es una princesa ilegítima del Reino demoníaco, Xenoahs. Sin embargo, por ser un demonio es considerada una marginada de los demás, porque cuando nació no tenía los característicos cuernos que debía poseer un descendiente del Rey de Xenoahs. Un día, sobrevivió a un intento de asesinato y escapó con su magia nula [Teleport]. Después de ser rescatada por Touya y regenerar sus miembros perdidos, sufrió amnesia y fue nombrada como 'Sakura' por Touya por su pelo rosa. Su verdadero nombre es Farnese Forneus. Para no ser reconocida, se le otorgó el Fantasma de Ojos, que altera su rostro y cambió el color de su cabello. Sakura le gusta cantar y además de poseer una hermosa voz. Actualmente está con Touya en el Ducado de Brunhild. Se convierte en la novena prometida de Touya.

### Babylon
Francesca "Cesca" (フランシェスカ?)
Seiyū: Rumi Okubo
Un ginoide terminal de 5000 años, que recibió de la Dra. Regina Babylon la tarea de administrar el Jardín Aéreo de Babylon. Su número de fuselaje es 23. Además, trabaja como empleada doméstica en el Ducado de Brunhild. Ella es la sirvienta personal de Touya después de que el contrato se selló con un beso. Su personalidad se describe como pervertida y desvergonzada cuando hace algo lascivo con Touya en cualquier oportunidad que tiene.
High Rosetta "Rosetta" (ハイロゼッタ?)
Seiyū: Madoka Asahina
Un ginoide terminal de 5.000 años de antigüedad, que recibió de la Dra. Regina Babylon la tarea de administrar el Taller de Babylon. Su número de fuselaje es 27.
Bell Flora "Flora" (ベルフローラ?)
Seiyū: Hisako Kanemoto
Un ginoide terminal de 5000 años de antigüedad, que recibió de la Dra. Regina Babylon la tarea de administrar la Sala de Alquimia de Babylon. Su número de fuselaje es 21. Ella posee conocimientos médicos y habilidades hasta cierto punto.
Fredmonica "Monica" (フレドモニカ?)
Seiyū: Miharu Hanai
Un ginoide terminal de 5000 años de antigüedad, que recibió de la Dra. Regina Babylon la tarea de administrar el Almacén de Babylon. Su número de fuselaje es 28. Se muestra que tiene cierto nivel de aptitud en mecánica.
Preliora "Liora" (プレリオラ?)
Seiyū: Moe Kahara
Un ginoide terminal de 5000 años de antigüedad, que recibió de la Dra. Regina Babylon la tarea de administrar los Muros de Babylon. Su número de fuselaje es 20.
Pamela Noel "Noel" (パメラノエル?)
Seiyū: Misaki Watada
Un ginoide terminal de 5000 años de antigüedad, que recibió de la Dra. Regina Babylon la tarea de administrar la Torre de Babylon. Su número de fuselaje es 25.
Irisfam "Fam" (イリスファム?)
Un ginoide terminal de 5000 años de antigüedad, que recibió de la Dra. Regina Babylon la tarea de administrar la Biblioteca de Babylon. Su número de fuselaje es 24.
Lileleparshe "Parshe" (リルルパルシェ?)
Un ginoide terminal de 5000 años de antigüedad, que recibió de la Dra. Regina Babylon la tarea de administrar el Granero de Babylon. Su número de fuselaje es 26.
Atlantica "Tica" (アトランティカ?)
Un ginoide terminal de 5000 años de antigüedad, que recibió de la Dra. Regina Babylon la tarea de administrar el Laboratorio de Babylon. Su número de fuselaje es 22.

## Media

### Novelas ligeras
La serie comenzó a publicarse como una novela web, y desde el 8 de abril de 2013 se está publicando en el sitio web Shōsetsuka ni Narō La serie fue publicada posteriormente como una serie de novelas ligeras por el sello "HJ Novels" de Hobby Japan a partir del 22 de mayo de 2015; treinta y uno volúmenes han sido publicados hasta el 19 de mayo de 2025. La novela ligera presenta ilustraciones de Eiji Usatsuka. Fue licenciado para la distribución digital en el idioma inglés por el J-Novel Club, y desde entonces han publicado los Volúmenes 1-19 en formato eBook.
| N.º | Título                                                                                     | Estreno en Japón         | Estreno en Inglés        |
| --- | ------------------------------------------------------------------------------------------ | ------------------------ | ------------------------ |
| 1   | Mahō ga Kyūshū sa reta!? (魔法が吸収された!??)                                             | 22 de mayo de 2015       | 23 de marzo de 2017      |
| 2   | Patei o Irodoru Hanayakana Josei-jin (パテイを彩る華やかな女性陣?)                         | 22 de agosto de 2015     | 4 de mayo de 2017        |
| 3   | Ende. Yoroshiku Pa fuyuyo (エンデ。よろしくパ冬夜?)                                        | 21 de noviembre de 2015  | 14 de junio de 2017      |
| 4   | Teikoku o Sukuu Tame ni Shutsujin! (帝国を救うためいざ出陣!!?)                             | 20 de febrero de 2016    | 11 de agosto de 2017     |
| 5   | Buriyuhirudo Kōkoku Kenkoku-sai, Kaimaku!! (ブリユンヒルド公国建国祭、 開幕!!?)            | 21 de mayo de 2016       | 27 de octubre de 2017    |
| 6   | Sate, Koko wa Sente Hisshō ka na (さて、ここは先手必勝かな?)                               | 23 de agosto de 2016     | 5 de enero de 2018       |
| 7   | U wa l, Akai ne! Warukunai (うはl、赤いね!悪くない?)                                       | 24 de noviembre de 2016  | 8 de marzo de 2018       |
| 8   | Yōkoso Babiron Wārudo e! (ようこそバビロンワールドへ!?)                                    | 23 de marzo de 2017      | 10 de mayo de 2018       |
| 9   | Tsuini hito-gata no fureizu tōjō! (ついに人型のフレイズ登場！?)                            | 22 de junio de 2017      | 12 de julio de 2018      |
| 10  | Ano hakase okoshite hontoni ī no (あの博士起こしてほんとにいいの…？?)                      | 22 de septiembre de 2017 | 20 de septiembre de 2018 |
| 11  | Kishi dan'in saiyō shiken kaishi! (騎士団員採用試験開始！?)                                | 22 de diciembre de 2017  | 22 de noviembre de 2018  |
| 12  | Shin sekai-hen totsunyū! (新世界編突入！?)                                                 | 22 de marzo de 2018      | 26 de enero de 2019      |
| 13  | Kyōgi matsu kaimaku (競技祭開幕！?)                                                        | 22 de junio de 2018      | 17 de marzo de 2019      |
| 14  | Pureisu no Ō, shutsugen (フレイズの王、出現。?)                                            | 22 de septiembre de 2018 | 13 de mayo de 2019       |
| 15  | (ゴレム対フレイズの大規模戦勃発！?)                                                        | 22 de diciembre de 2018  | 23 de junio de 2019      |
| 16  | Ura sekai ni honkaku sannyū! (裏世界に本格参入！?)                                         | 22 de marzo de 2019      | 11 de agosto de 2019     |
| 17  | (ゴレムを使った専用機登場!??)                                                              | 22 de junio de 2019      | 28 de octubre de 2019    |
| 18  | Tsui ni futatsu no sekai ɡa yūgō suru (ついに二つの世界が融合する!!?)                      | 21 de septiembre de 2019 | 7 de enero de 2020       |
| 19  | VS. jashin, kessen! (VS.邪神、決戦！?)                                                     | 21 de diciembre de 2019  | 17 de abril de 2020      |
| 20  | Kekkon junbi ni zenryoku! (結婚準備に全力！?)                                              | 21 de marzo de 2020      | 3 de agosto de 2020      |
| 21  | Kekkonshiki ni chikyū kankō! (結婚式に地球観光！?)                                         | 22 de junio de 2020      | 14 de noviembre de 2020  |
| 22  | Mirai kara musume ga shūrai!? (未来から娘が襲来!??)                                        | 22 de octubre de 2020    | 14 de mayo de 2021       |
| 23  | Zokuzoku yattekuru musume ni, Papa wa Akusenkutō!? (続々やってくる娘に、パパは悪戦苦闘!??) | 19 de febrero de 2021    | 4 de octubre de 2021     |
| 24  | “Hakobune” o Motomete Aratana Bōken e! (『方舟』を求めて新たな冒険へ！?)                   | 19 de junio de 2021      | 12 de enero de 2022      |
| 25  | Tsuini 6 Hitome no Kodomo ga Gōryū……!? (遂に6人目の子供が合流……!??)                        | 19 de noviembre de 2021  | 4 de julio de 2022       |
| 26  | Kodomo no Tamenara Doko Made mo! (子供のためならどこまでも！?)                             | 19 de abril de 2022      | 10 de octubre de 2022    |
| 27  | Saigo no musume, tsuini gōryū!? (最後の娘、ついに合流!??)                                  | 19 de octubre de 2022    | 9 de junio de 2023       |
| 28  | Yome-tachi no Pinchi ni kodomo-tachi dai katsuyaku!? (嫁たちのピンチに子供たち大活躍!??)   | 19 de abril de 2023      | 23 de octubre de 2023    |
| 29  | Fureizu no ō shutsugen!? (フレイズの王出現!??)                                             | 19 de octubre de 2023    | 1 de julio de 2024       |
| 30  | Mōhitotsu no “kin no ōkan”!? (もう一つの『金の王冠』!??)                                   | 17 de mayo de 2024       | 25 de noviembre de 2024  |
| 31  | Gorudo no toki o koeta negai to wa ――. (ゴルドの時を超えた願いとは――。?)                   | 19 de mayo de 2025       |                          |

### Manga
Una adaptación de manga de Soto comenzó la serialización en el número de enero de 2017 de Comp Ace (publicado en noviembre de 2016), con los dos primeros volúmenes compilados de tankōbon publicados consecutivamente en junio y julio de 2017 y el tercer volumen en febrero de 2018.
| N.º | Fecha de publicación    | ISBN                   |
| --- | ----------------------- | ---------------------- |
| 1   | 24 de junio de 2017     | ISBN 978-4-04-105769-8 |
| 2   | 24 de julio de 2017     | ISBN 978-4-04-106100-8 |
| 3   | 26 de febrero de 2018   | ISBN 978-4-04-106547-1 |
| 4   | 25 de mayo de 2018      | ISBN 978-4-04-107165-6 |
| 5   | 24 de noviembre de 2018 | ISBN 978-4-04-107719-1 |
| 6   | 24 de mayo de 2019      | ISBN 978-4-04-108228-7 |
| 7   | 23 de enero de 2020     | ISBN 978-4-04-109034-3 |
| 8   | 26 de mayo de 2020      | ISBN 978-4-04-109440-2 |
| 9   | 25 de noviembre de 2020 | ISBN 978-4-04-109441-9 |
| 10  | 26 de mayo de 2021      | ISBN 978-4-04-111351-6 |
| 11  | 25 de diciembre de 2021 | ISBN 978-4-04-112012-5 |
| 12  | 26 de julio de 2022     | ISBN 978-4-04-112698-1 |
| 13  | 25 de marzo de 2023     | ISBN 978-4-04-112699-8 |
| 14  | 26 de octubre de 2023   | ISBN 978-4-04-114354-4 |
| 15  | 25 de julio de 2024     | ISBN 978-4-04-115212-6 |
| 16  | 25 de diciembre de 2024 | ISBN 978-4-04-115839-5 |
| 17  | 25 de julio de 2025     | ISBN 978-4-04-116475-4 |

### Anime
Entre el 11 de julio y el 26 de septiembre de 2017 se emitió una adaptación de una serie de televisión animada dirigida por Takeyuki Yanase, escrita por Natsuko Takahashi y animada por Production Reed. AŌP interpretó el tema principal "Another World" mientras que Maaya Uchida, Yui Fukuo, Chinatsu Akatsuki, Marika Kouno, Nanami Yamashita y Sumire Uesaka interpretaron diferentes versiones del tema final "Junjō Emotional" (純情エモーショナル Pure Emotional?). Crunchyroll transmitió el anime. Crunchyroll tiene la licencia de la serie, y Funimation la lanzó en vídeo casero como parte de la asociación de las dos compañías para Reino Unido, Australia y Nueva Zelanda.
Se anunció una segunda temporada el 15 de abril de 2022. La segunda temporada está animada por J.C.Staff y dirigida por Yoshiaki Iwasaki, con Deko Akao a cargo de la composición de la serie, Chinatsu Kameyama diseñando los personajes y sirviendo como director de animación en jefe, y Kei Yoshikawa y Kōhei Yamada componiendo la música. El elenco repetirá sus papeles de la primera temporada. Se estrenará en abril de 2023.
El 26 de noviembre de 2018, Crunchyroll anunció que la serie había recibido un doblaje en español latino, la cual se estrenó el 18 de diciembre (primera temporada),y el 1 de mayo de 2023 (segunda temporada).